# 863
863 (DCCCLXIII) je bilo navadno leto, ki se je po julijanskem koledarju začelo na petek.

## Dogodki
- 1. januar